# William Phillips (botánico)
William Phillips (4 de mayo de 1822 - 23 de junio de 1905) fue un micólogo, naturalista, y anticuario inglés.

## Biografía
Hacia 1861, se interesó por la botánica, a sugerencia de su amigo el liquenólogo William Allport Leighton. Arrancó con las fanerógamas, y hacia 1869, con los hongos, primero Hymenomycetes, y luego principalmente a Discomycetes, aunque otros grupos de criptógamas también se encontraban entre sus intereses. Entre 1873 y 1891, con Charles Bagge Plowright, contribuyó una serie de notas sobre ("New and rare British Fungi to Grevillea (Nuevos y raros hongos británicos a Grevillea), y entre 1874 y 1881, emitió una serie de especímenes titulado "Elvellacei Britannici". En Trans. (vol. I.) apareció su artículo sobre helechos y aliados, de Shropshire, que había impreso en privado en 1877; y ,otros trabajos siguieron en Trans.
En 1886, fue juez de distrito de su ciudad. Murió de una enfermedad cardiaca en su residencia en Canonbury, Shrewsbury, el 23 de octubre de 1905, y fue enterrado en el Cementerio general de Shrewsbury .

## Otras publicaciones
- 1878. Guide to the Botany of Shrewsbury (y póstumamente completado para la Victoria County History
- 1887. A Manual of the British Discomycetes. En International Sci. series (con 12 planchas dibujadas por él mismo).[1]

## Honores

### Membresías
- 1878: cofundador de "Shropshire Archæological and Natural History Society"
- 1875: Sociedad Linneana de Londres
- Sociedad de Anticuarios de Londres[1]

### Eponimia
Género de fungi
- Phillipsia Miles Joseph Berkeley [1][2]
- La abreviatura «W.Phillips» se emplea para indicar a William Phillips como autoridad en la descripción y clasificación científica de los vegetales.[3]